# Cand.mag.
Candidatus magisterii (masculino), o candidata magisterii (femenino), abreviado como cand.mag., es un título académico que se otorga actualmente en Dinamarca. El título se traduce oficialmente al inglés como Master of Arts y actualmente requiere 5 años de estudios. Históricamente, el título también se otorgó en Noruega e Islandia, según el título danés.

## Historia
El título se introdujo originalmente en Dinamarca en 1883. Hoy, el título se otorga solo en humanidades y requiere cinco años de estudios. El título se traduce oficialmente al inglés como Master of Arts.
El título también se otorgó en Noruega desde 1920 hasta 2003, según el título danés. Durante la mayor parte de su historia, la carrera solía requerir entre 4 y 5 años de estudios. En sus últimos años, el requisito mínimo formal era de 3,5 años para las facultades de matemáticas y ciencias naturales, y de 4 a 4,5 para las facultades de humanidades y ciencias sociales .
No debe confundirse con el título de magister (magister artium o magister scientiarum ), un título que requiere de 7 a 8 años de estudios con un fuerte énfasis en la tesis científica, y que es el equivalente aproximado de un doctorado.